# カミナリの「たくみにまなぶ」
『カミナリの「たくみにまなぶ」〜そういえば茨城ばっかだな!〜』（カミナリのたくみにまなぶ そういえばいばらきばっかだな）は、2018年4月6日から2021年3月26日までテレビ朝日にて放送されていた茨城県のインフォマーシャル。略称「カミいば」。後継番組の『いばらき推し』についてもここで取り扱う。

## 概要
茨城県鉾田市出身で「いばらき大使」も務めるお笑いコンビ・カミナリ（竹内まなぶ・石田たくみ）が、タイトル通り"茨城の匠"を目指すべく、月替りで茨城県内の市町村の一つを注目エリアとして訪れ、その市町村の魅力と、旬の話題（観光スポット、イベント、グルメなど）を紹介、彼らがキャッチコピーを考案、発表する。主にテレビ朝日『じゅん散歩』（金曜日）の番組内で放送されており、視聴エリアは関東地方を中心に約1780万世帯に上る。
茨城県には関東広域放送他県のような独立テレビ局も存在せず、全都道府県で唯一地元民放テレビ局が無いため広域局での広報となる。
タイトルの「たくみにまなぶ」は、「匠に学ぶ」と、カミナリの二人（石田たくみ・竹内まなぶ）の氏名をかけ合わせて命名された。
2011年4月22日から7年間にわたって放送された『磯山さやかの旬刊!いばらき』を引き継ぐ形で、『じゅん散歩』番組終盤にて放送。
時間尺は完全版が2分、ダイジェスト版が30秒。冒頭、センター部分に「茨城県」と表示（観光地の映像をバックに表示。完全版、ダイジェスト版共通）、チャイム音とともに本編に入る。なお、本編入り直後にも画面左上に茨城県のロゴを表示。
2020年は新型コロナウイルスの感染拡大による影響により放送日程や内容などの変更が多くなり、すでに収録済みであってもお蔵入りとなった回も存在した。また、2020年度の大半は屋内での収録に変更となり、茨城の食・名産品・伝統工芸品などをスタジオから紹介する形となった。回によっては、東京・有楽町のアンテナショップ「IBARAKI sense」などで収録する場合もあった。なお、未放送となった回の一部はYouTubeの「いばキラTV」公式チャンネル内にて配信されている。
2021年4月2日より新年度とともにリニューアル、タイトルを『いばらき推し』と改め新装開店、引き続き『じゅん散歩』内にて放送。カミナリはナレーションとして引き続き出演。

### 進行
「茨城県」のタイトル表示に続き、映像が切り替わる。直後にカミナリが登場し「たくみに」（石田）「まなぶ!」（竹内）とタイトルコールし（この時にポーズをとり、稲妻マークが2個表示される）、タイトルロゴを下位置に表示してすぐ本編へ入る。なお、映像切り替え時にも黄色の稲妻状の太線（黒の縁取りあり）を挿入する。

### 変更点
- 前番組『磯山さやかの旬刊!いばらき』で「茨城県」の隣に表示されていたハッスル黄門[注 3]のイラストがなくなり、県名のみの表示となった[注 4]。
- 冒頭のチャイム音が一新されているほか、ナレーションも女性が担当するようになった。

## 出演者
- カミナリ（竹内まなぶ・石田たくみ）

## 放送時間
※2021年3月時点
（テレビ朝日を基準とする（関東ローカル）。ただし、茨城県は提供クレジットは表示されずPT扱い）
- 『じゅん散歩』
金曜日 9:55-10:25[注 5]
  - 10:10（30秒、ダイジェスト版）
  - 10:21 - 10:23の時間帯（2分、完全版）
- 『グッド!モーニング・5時台』の火曜日〜木曜日に内包番組『ANNニュース』内で放送（30秒、ダイジェスト版）

この他にもBS朝日（全国放送）、茨城県の近隣県独立局（とちぎテレビ、テレ玉、チバテレ）でダイジェスト版（30秒）を放送する場合がある。
なお、テレビ朝日系列の特別編成（年末年始、報道特別番組、スポーツ中継など）のため放送休止となる場合も、別枠での放送となるか、もしくは配信のみ行われる。
また、放送予定は時期の状況等を考慮し、変更される場合もある。

## ネット配信
前番組と同様、地上波放送後に茨城県公式サイトで視聴することができる。週1回、金曜日10:24頃更新。
このほか、茨城県ホームページ内「いばキラTV」および「いばらきインターネット放送局」でも配信を行っている。

## 放送リスト

### カミナリの「たくみにまなぶ」 (放送リスト)

#### 2018年度
| 月         | テーマエリア | 備考                                                                                        |
| ---------- | ------------ | ------------------------------------------------------------------------------------------- |
| 2018年4月  | ひたちなか市 | 4月27日は『じゅん散歩』が休止のため枠外で放送。                                             |
| 2018年5月  | 鉾田市       | カミナリの出身地。                                                                          |
| 2018年6月  | 潮来市       |                                                                                             |
| 2018年7月  | 大洗町       | 7月6日は『じゅん散歩』が休止のため枠外で放送。                                              |
| 2018年8月  | つくば市     |                                                                                             |
| 2018年9月  | 土浦市       |                                                                                             |
| 2018年10月 | 笠間市       |                                                                                             |
| 2018年11月 | 常陸太田市   |                                                                                             |
| 2018年12月 | 大子町       |                                                                                             |
| 2019年1月  | （特別編）   | 有楽町にある茨城県アンテナショップ「IBARAKI sense」など、東京都内にある茨城関連店舗を紹介。 |
| 2019年2月  | 水戸市       | 水戸の梅まつり開催にちなむ。ハッスル黄門がゲスト出演。                                      |
| 2019年3月  | 古河市       | 古河桃まつり開催にちなむ。磯山さやかがゲスト出演。                                          |

#### 2019年度
| 月         | テーマエリア                            | 備考 |
| ---------- | --------------------------------------- | --- |
| 2019年4月  | 那珂市・常陸大宮市                      | 平成最終月。初めてテーマエリアが複数地域となる（この月は2地区を紹介した）。 |
| 2019年5月  | いばらき西部 （八千代町・結城市・境町） | 令和初月の放送となったこの月、過去最多となる3地区を紹介。 たくみの病欠により、まなぶが単独で出演。助っ人として東京ホテイソンがゲスト出演した。 なお、2分版では、たくみがナレーションを担当した。 |
| 2019年6月  | 鉾田市・茨城町                          | たくみが復帰。 |
| 2019年7月  | 日立市                                  | |
| 2019年8月  | 常総市・下妻市・坂東市                  | |
| 2019年9月  | 石岡市・かすみがうら市                  | かすみがうら市編は緒方湊がゲスト出演。 |
| 2019年10月 | 行方市・鹿嶋市                          | |
| 2019年11月 | 高萩市・北茨城市                        | |
| 2019年12月 | つくばみらい市・守谷市・つくば市        | |
| 2020年1月  | 大子町・常陸太田市・常陸大宮市          | |
| 2020年2月  | 桜川市・筑西市                          | |
| 2020年3月  | 龍ケ崎市                                | JR龍ケ崎市駅の新駅名変更（3月14日に旧・佐貫駅から改称）記念。 20・27日は牛久市を紹介する予定だったが、新型コロナウイルス感染拡大の影響を鑑みて、放送・配信共に取り止めた。                       |

#### 2020年度
| 月                    | テーマエリア | 備考 |
| --------------------- | ------------ | --- |
| 2020年4月             | 桜川市       | 4月10日〜5月8日の期間のみコロナ感染拡大による緊急事態宣言（1度目）により、放送・配信共に休止。土浦編は当初4月10日～4月24日に放送・配信予定だった。 |
| 2020年5月             | 土浦市       | 4月10日〜5月8日の期間のみコロナ感染拡大による緊急事態宣言（1度目）により、放送・配信共に休止。土浦編は当初4月10日～4月24日に放送・配信予定だった。 |
| 2020年6月 - 2021年3月 | -            | 茨城の食・お取り寄せ品・伝統工芸品・お土産などを紹介。感染症対策のため屋内にて収録。                                                               |